# Medford (New Jersey)
Pour les articles homonymes, voir Medford.
Medford est une localité du Comté de Burlington dans l'état du New Jersey aux États-Unis.
Sa population était de 23 033 habitants en 2010.
Le borough de Medford Lakes est une enclave dans Medford.